# Högsjö socken
Högsjö socken i Ångermanland ingår sedan 1971 i Härnösands kommun och motsvarar från 2016 Högsjö distrikt.
Socknens areal är 224,00 kvadratkilometer, varav 210,90 land. År 2000 fanns här 1 791 invånare. Tätorterna Ramvik och Utansjö samt sockenkyrkorna Högsjö nya kyrka och Högsjö gamla kyrka ligger i socknen. 

## Administrativ historik
Högsjö socken har medeltida ursprung. 12 november 1845 utbröts Hemsö socken.
Vid kommunreformen 1862 övergick socknens ansvar för de kyrkliga frågorna till Högsjö församling och för de borgerliga frågorna bildades Högsjö landskommun. Landskommunen inkorporerades 1969 i Härnösands stad som 1971 ombildades till Härnösands kommun.
1 januari 2016 inrättades distriktet Högsjö, med samma omfattning som församlingen hade 1999/2000.  
Socknen har tillhört fögderier, tingslag och domsagor enligt vad som beskrivs i artikeln Ångermanland.  De indelta båtsmännen tillhörde Andra Norrlands förstadels båtsmanskompani.

## Geografi
Högsjö socken ligger i öster vid Ångermanälvens mynningsfjärds västra sida. Till socknen hör den bergiga Åbordsön. Socknen är vid fjärden kustbygd och är i övrigt en höglänt skogs- och bergsbygd med höjder som når över 400 meter över havet.
Europaväg 4 korsar socknen mellan Oringen och Högakustenbron.
Högsjö socken gränsar i norr mot Gudmundrå socken i Kramfors kommun. Socknens västligaste punkt ligger i en kil strax söder om Lutmyrhöjden, vilken är belägen strax väster om Lutmyråns dalgång, cirka 10 km norr om Viksjö kyrka. Socknens östligaste punkt bär det säregna namnet Kattrumpan. Det är en liten udde som sticker ut från den större Åbordsön i Storfjärden av Bottenhavet. Storfjärden är Ångermanälvens mynningsfjärd, strax nedströms Högakustenbron, vars västra del samt västra landfäste ligger inom Högsjö socken.
Avståndet från Lutmyrhöjden till Kattrumpan är cirka 31 km.
I öster har socknen strand respektive kust från Gustavsvik vid Västbyviken i norr till byn Rö vid Sannasundet i söder. Strax norr om Sannasundet ligger Vålön med Vålö fyr. I öster på andra sidan sundet ligger Hemsö socken med Hemsön. På Åbordsön ligger gården Åbord och på öns nordvästra spets, Getnäset, ligger ett gravröse.
I söder och sydväst gränsar socknen mot Säbrå socken. Gränsen går ungefär vid de kända Oringsbackarna längs gamla E4, numera ombyggd.
Bland byar och samhällen kan, förutom Ramvik och Utansjö nämnas (från sydost) Vålånger, Överskog, Veda samt Hälledal i kustlandet. I inlandet ligger Hundsjö, Bäckland, Flattom, Jude, Stor-Sela, Lill-Sela samt Ramsjö.
Judeån, som övergår i Näsån och mynnar i Mörtsjön, avvattnar socknens inre.

## Namnet
Namnet (1535 Hössijö) kommer från en by (nu benämnd Hundsjön). Förleden innehåller troligen hös, 'kulle, huvudskål'. Efterleden sjö kan syfta på Mörtsjön öster om byn.

## Fornlämningar
Man har anträffat cirka 30 fornlämningar. Det rör sig dels om lösfynd, dels cirka tio boplatser från stenåldern, vilka ligger i ursprungligt kustläge. I övrigt finns rösen och stensättningar från bronsåldern vid den tidens kustlinje.

## Samer i Högsjö
Det finns vittnesmål av lokalbefolkningen om samisk närvaro i socknen.
Området kring Hundsjö by var ett av de centrala ställena för vintervistelse med renar. Det var samer från Frostvikens samebyar som här hade några av sina vinterbetesplatser. En av platserna i Hundsjö kallas ännu Lappbacken. Mörtsjöns södra del var ofta populärt vinterbete. Även skogssamer noteras t ex runt 1650 i dessa trakter.
I byn Bölen vid Ramsjö finns rester av husgrunder där det har bott samer. Den som sist bodde där var Nils Nilsson Burgström, född 1855 i västra Tåsjölandet med familj.
Samer har funnits över hela socknen. På fastlandet i Rö, Ramvik, Ramsjö, Bölen, Våläng, Flattom, Flöde samt i Kärrby.
Olov Molander i Härnösand (1919-1995) har berättat att han år 1924 stått med sin far på kajen vid Utansjö och sett en renhjord gå över isen från Bjäsholmen till Åbordsön.

## Befolkningsutveckling
| Befolkningsutvecklingen i Högsjö socken 1810–1990                                                        | Befolkningsutvecklingen i Högsjö socken 1810–1990 | Befolkningsutvecklingen i Högsjö socken 1810–1990 | Befolkningsutvecklingen i Högsjö socken 1810–1990 | Befolkningsutvecklingen i Högsjö socken 1810–1990 |
| --- | ------------------------------------------------- | ------------------------------------------------- | ------------------------------------------------- | ------------------------------------------------- |
| |                                                   |                                                   |                                                   |                                                   |
| År |                                                   |                                                   | Folkmängd                                         |                                                   |
| 1810 | 1810                                              |                                                   | 1 148                                             |                                                   |
| 1820 | 1820                                              |                                                   | 1 281                                             |                                                   |
| 1830 | 1830                                              |                                                   | 1 476                                             |                                                   |
| 1840 | 1840                                              |                                                   | 1 802                                             |                                                   |
| 1850 | 1850                                              |                                                   | 1 848                                             |                                                   |
| 1860 | 1860                                              |                                                   | 1 536                                             |                                                   |
| 1870 | 1870                                              |                                                   | 1 592                                             |                                                   |
| 1880 | 1880                                              |                                                   | 1 856                                             |                                                   |
| 1890 | 1890                                              |                                                   | 2 479                                             |                                                   |
| 1900 | 1900                                              |                                                   | 3 391                                             |                                                   |
| 1910 | 1910                                              |                                                   | 4 032                                             |                                                   |
| 1920 | 1920                                              |                                                   | 4 376                                             |                                                   |
| 1930 | 1930                                              |                                                   | 4 379                                             |                                                   |
| 1940 | 1940                                              |                                                   | 4 177                                             |                                                   |
| 1950 | 1950                                              |                                                   | 3 791                                             |                                                   |
| 1960 | 1960                                              |                                                   | 3 164                                             |                                                   |
| 1970 | 1970                                              |                                                   | 2 627                                             |                                                   |
| 1980 | 1980                                              |                                                   | 2 620                                             |                                                   |
| 1990 | 1990                                              |                                                   | 2 284                                             |                                                   |
| Anm: Källor: Umeå universitet - Tabellverket 1749-1859, Demografiska databasen, CEDAR, Umeå universitet. |                                                   |                                                   |                                                   |                                                   |